# Notoxus
Notoxus är ett släkte av skalbaggar som beskrevs av Geoffroy 1762. Notoxus ingår i familjen kvickbaggar.

## Bildgalleri

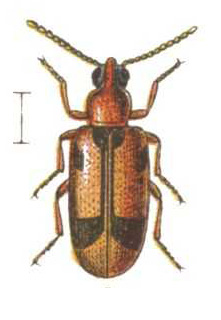

## Dottertaxa tillNotoxus, i alfabetisk ordning[1][2]
- Notoxus anchora
- Notoxus apicalis
- Notoxus arizonensis
- Notoxus balteatus
- Notoxus beameri
- Notoxus bifasciatus
- Notoxus bipunctatus
- Notoxus blaisdelli
- Notoxus brevicornis
- Notoxus calcaratus
- Notoxus carrorum
- Notoxus caudatus
- Notoxus cavicornis
- Notoxus conformis
- Notoxus decoloratus
- Notoxus denudatus
- Notoxus desertus
- Notoxus doyeni
- Notoxus falli
- Notoxus fenyesi
- Notoxus filicornis
- Notoxus gelidus
- Notoxus hageni
- Notoxus hirsutus
- Notoxus intermedius
- Notoxus lustrellus
- Notoxus manitoba
- Notoxus marginatus
- Notoxus monoceros
- Notoxus monodon
- Notoxus montanus
- Notoxus murinipennis
- Notoxus nevadensis
- Notoxus nuperus
- Notoxus paradoxus
- Notoxus photus
- Notoxus pictus
- Notoxus pilati
- Notoxus planicornis
- Notoxus politus
- Notoxus postictus
- Notoxus robustus
- Notoxus rossi
- Notoxus schwarzi
- Notoxus seminole
- Notoxus serratus
- Notoxus sparsus
- Notoxus spatulifer
- Notoxus subtilis
- Notoxus trifasciatus
- Notoxus werneri
- Notoxus whartoni
- Notoxus youngi